# Ismeretelmélet
Az ismeretelmélet, vagy más néven episztemológia (a görög ἐπιστήμη episztémé – tudás és a λογος logosz – elmélet szavakból), valamint gnoszeológia (a görög γνῶσις gnószisz – ismeret és a λογος logosz – elmélet szavakból) a filozófia egyik ága és tudománya, amely a megismerés feltételeivel, határaival foglalkozik. A megismerés módszereit igyekszik meghatározni, a tudományok alapjait vizsgálja. Azt kutatja, hogy mi a tudás, illetve hogy mi a tudás megszerzésének legbiztonságosabb útja. Témájába a megismerés szubjektuma és objektuma egyaránt beletartozik.

## Az ismeretelmélet témái
Ismereteket két forrásból szerezhetünk: a tapasztalatból (a posteriori) vagy az elme működése révén (a priori). Továbbá ismereteinket másik két osztályba sorolhatjuk, attól függően, hogyan bővítik ismereteinket (szintetikus igazságok), vagy inkább magyarázzák azokat (analitikus igazságok).
Akkor mondjuk, hogy egy hitünk tudás, ha az igazolt és igaz. Magyarul a tudás: igazolt igaz hit.
Napjainkban az analitikus filozófia mint fő irányzat nem azt vizsgálja, hogyan szerzünk ismeretet, hanem inkább fogalmilag elemzi a megismerést.
Az ismeretelmélet egyik fő feladata, hogy megmondja, mikor igazolt egy hit, mikor mondhatjuk valamiről, hogy igazoltan tudjuk, hogy igaz vagy hamis. Általános sémája a következő:
S akkor és csak akkor tudja, hogy P igaz, ha
- P igaz
- S azt hiszi, hogy P igaz
- S igazoltan hiszi, hogy P

Vagyis első megközelítésből P igaz volta, S hite, és az igazolás külön-külön szükséges, és együttesen elégséges feltétele a tudásnak. 
Edmund Gettier szerint fenti séma hiányos, mert a feltételek nem elégségesek annak bizonyítására, hogy S tudja, hogy P. Ugyanis megeshet, hogy P igaz volta, és az igazolás között pusztán véletlenszerű a kapcsolat, és akkor már nem tudásról beszélünk (Gettier-eset). Ezért Gettier kiegészítette a fenti sémát még egy ponttal:
- az igazolás és az igazság között okszerű kapcsolatnak kell lennie.

Gettier rövid cikke után számos kísérlet történt egy szükséges és elégséges feltételrendszer meghatározására, a vita ma is folyik, ld. Osiris, 2002.
Az analitikus ismeretelméletet mérsékelt empirizmus jellemzi, azaz az ismeret legfőbb forrásának a tapasztalatot tekinti, azonban nem zárja ki, hogy van nemcsak a tapasztalatból származó ismeret, azonban ezek köre nagyon szűk. A fogalomalkotást kreatív, szabad tevékenységnek tekinti, a fogalmaink nem vezethetők vissza érzéki benyomásokra.
Tökéletes bizonyosságot a tudás terén nem érhetünk el (fallibilizmus). Az ismeretelméleti vizsgálódások fő kérdéskörei:
- A tudás
- Az érzékelés, észlelés
- A szkepticizmus
- Az okság
- A természeti törvény

### A tudás
A filozófusok általában háromféle tudást különböztetnek meg: 
1. ismertség általi tudás (valamit felismerni ill. esemény ismerete);
2. képesség tudás (például valamely nyelv megtanulásának a képessége, vagy biciklizés képessége);
3. propozicionális tudás (kijelentés alapú tudás, például lehet ismeretünk arról, hogy az asztalon van egy csésze).

### Az érzékelés
Az érzékelés öt érzékszervünk – látás, hallás, szaglás, tapintás, ízlelés – valamelyikének a használata. Ezeken keresztül ismerkedünk meg a világgal, rajtuk keresztül teszünk szert tudásra.
Az érzékelés aktusa két összetevőből áll: az érzékelt tárgyból, illetve ezeknek a tárgyaknak az érzékeléséből.

### A szkepticizmus
A szkeptikus olyan valaki, aki kételkedik mindenféle tudásban addig, amíg nem szerez megfelelő bizonyosságot róla.
Alapvetően kétféle szkepticizmust különböztetünk meg.
- filozófiai szkepticizmus – filozófiai iskola, amely kritikusan vizsgálja, hogy az érzékek által közvetített valóság és a szerzett tudás mennyiben feleltethető meg egyáltalán a valóságnak, illetve lehet-e bárki is birtokában a tökéletes igazságnak;
- tudományos szkepticizmus – tudományos vagy gyakorlati állásfoglalás, amelyben valaki az olyan állítások valóságosságát kérdőjelezi meg, amelyek nincsenek a tudományos módszer szerint igazolva.

### Tanulmány- és szöveggyűjtemények
- A természettudományos megismerés ismeretelméleti kérdései; szerk. Elek Tibor; Kossuth, Bp., 1972
- Ismeretelméleti előadások; összeáll. Kraici István Márton; ELTE, Bp., 1989 (A Filozófiai figyelő kiskönyvtára)
- Arról, ami állítható...; szerk. Gál László; Presa Universitară Clujeană, Cluj-Napoca, 2004
- A láthatatlan megismerés; szerk. Gervain Judit, Pléh Csaba; Gondolat, Bp., 2004 (Kognitív szeminárium)
- Az emberi megismerés kibontakozása. Társas kogníció, emlékezet, nyelv; szerk. Győri Miklós; Gondolat, Bp., 2004 (Kognitív szeminárium)
- A társadalomtudományi fogalmak logikája. Klasszikus tudományfilozófiai írások; vál. Bertalan László, ford. Csontos László, szerk. Szántó Zoltán; Helikon, Bp., 2005 (Bertalan László társadalomtudományi könyvtár)
- Tudásszociológia szöveggyűjtemény; szerk. Fehér Márta, Békés Vera; Typotex, Bp., 2005
- Megismerésünk korlátai; szerk. Kubinyi Enikő, Miklósi Ádám; Gondolat, Bp., 2006 (Kognitív szeminárium)
- A formák és a tudás. Tanulmányok Platón metafizikájáról és ismeretelméletéről; szerk. Betegh Gábor, Böröczki Tamás, ford. Bene László et al.; Gondolat, Bp.,  2007 (Electa)
- Megértés és megértetés. A magyarázat a bölcsészettudományokban; szerk. Tolcsvai Nagy Gábor; Gondolat, Bp., 2017 (A humán tudományok alapkérdései)